# Eurasia (revue)
Eurasia est une revue trimestrielle italienne de géopolitique fondée en 2004. Elle est publiée aux Éditions all’Insegna del Veltro de Parme et est dirigée par Claudio Mutti.

## Ligne éditoriale
L’objectif de Eurasia est de « promouvoir, stimuler et diffuser la recherche et la science géopolitique dans le cadre de la communauté scientifique nationale et internationale, ainsi que de sensibiliser aux thématiques eurasiatiques le monde politique, intellectuel, militaire, économique et de l’information ». Cette perspective ne concerne pas seulement les relations internationales au sens strict, mais vise à « attirer l’attention des spécialistes sur l’importance de la redécouverte de l‘unité spirituelle de l’Eurasie », bien que la revue affirme ne représenter « aucune appartenance universitaire particulière ». Elle se propose en outre de publier “des analyses concernant la géoéconomie et la géofinance, afin de définir les méthodologies qui animent les stratégies économiques et financières à l’échelle planétaire (aussi bien des nations dominantes que des grandes puissances économiques) et les opportunités qui peuvent en découler pour les nations les plus faibles; les recherches et réflexions concernant le thème délicat de la sécurité interprété selon les critères de la géostratégie n’y seront pas négligés.

## Rédaction et contributeurs
La rédaction de Eurasia est composée de Giovanni Armillotta, Aldo Braccio, Fabio Falchi, Enrico Galoppini, Alessandro Lattanzio, Matteo Pistilli, Lorenzo Salimbeni, Stefano Vernole, Antonio Grego (correspondant à Moscou), Giacomo Gabellini (cartographe); elle incluait aussi au départ Carlo Terracciano, décédé depuis. La majorité des articles pubiés provient cependant de contributeurs extérieurs. Parmi les collaborateurs habituels de la revue, se trouvent  Giovanni Armillotta, Alberto Buela Lamas, Côme Carpentier de Gourdon, F. William Engdahl, Vagif A. Gusejnov, Fabio Mini, Costanzo Preve et Susanne Scheidt. Dans la revue ont aussi été publiés des articles (ou interviews) de Sergueï Babourine, Vishnu Bhagwat, Massimo Campanini, Alfredo Canavero, Franco Cardini, Noam Chomsky, Michel Chossudovsky, Stefania Craxi, Vittorio Craxi, Alì Daghmoush, Alain De Benoist, Henry De Grossouvre, Alexandre Douguine, Vladimir Jakunin, Gianfranco La Grassa, Alberto Mariantoni, Khaled Mechaal, Thierry Meyssan, Jean-Claude Paye, Sergio Romano, Vinod Saighal, Israel Shamir, Webster Griffin Tarpley, Guennadi Ziouganov e Danilo Zolo.

## Structure
Chaque numéro est composé d’environ 250 pages et comprend cinq sections : Éditorial, Continents (essais d’arguments divers), Dossier (ensemble d’essais dédié à un thème spécifique pour chaque numéro), Interviews et recensions. De nombreux autres articles –originaux, traductions exclusives ou sélection sur Internet – généralement plus courts que ceux de la revue, sont publiés sur son site. On y trouve en particulier des suppléments électroniques à la revue, appelés Rapports de Eurasia.

## Numéros publiés
De 2004 à 2019, 55 numéros ont été publiés. 2004 : Turquie ; 2005 : Islam, La Russie et ses voisins, La Méditerranée ; 2006 : La Chine, L'Inde, La nouvelle Asie, Géopolitique et migrations ;  2007 : Entre une Union et l’autre, Entre la Russie et la Méditerranée, L'Amérique Indiolatine, Géopolitique et droit international; 2008 : Iran, Le temps des continents, L'Amérique Indiolatine dans le système international ; 2009 : L’OTAN, Palestine, Afrique.

## Séminaires et conférences
La revue organise des conférences dans toute l’Italie. Depuis 2005, elles sont incluses dans des programmes spécifiques, cycles annuels de « Séminaires d’Eurasia ».

## Eurasia en France
Une revue éponyme, étroitement liée à Alexandre Douguine, existe en France où elle a successivement éditée par les Éditions Avatar et les Éditions Ars Magna.